# Gerhard Breloer
Gerhard Breloer (* 1934 in Recklinghausen) ist ein deutscher Erziehungswissenschaftler. Er wurde vor allem bekannt durch seine Beiträge zum Lernen im Alter.

## Leben
Gerhard Breloer wurde 1934 in Recklinghausen geboren. Nach Studium der katholischen Theologie (1955–1961) in Münster und München war er in der pastoralen Praxis 1961–1968, u. a. in der Jugendarbeit und Erwachsenenbildung. Von 1968 bis 1972 absolvierte er ein Zweitstudium der Erziehungswissenschaft und Geschichte an der Freien Universität Berlin, wo er auch zum Dr. phil. promoviert wurde. 
Von 1970 bis 1975 war er Assistent und Wissenschaftlicher Rat am Institut für Sozialpädagogik und Erwachsenenbildung an der Freien Universität Berlin. Seit 1975 war er bis zu seiner Emeritierung Professor für Allgemeine Pädagogik an der Westfälischen Wilhelms-Universität Münster im Schwerpunkt Erwachsenenbildung.

## Leistungen
Gerhard Breloer hat als Schwerpunkt in Lehre und Forschung die Didaktik der Erwachsenenbildung und soziale Gerontologie (u. a. Studium im Alter) sowie die Entwicklung von Lehr- und Lernformen im Hochschulbereich.

## Veröffentlichungen (Auswahl)
- Religion als Problem und Thema der nichtkonfessionellen Erwachsenenbildung. Philosophische Dissertation, Freie Universität Berlin 1972.
- Lernen im Alter. 1976.
- Teilnehmerorientierung und Selbststeuerung in der Erwachsenenbildung. Westermann, Braunschweig 1980, ISBN 978-3-14-167204-6.
- Studium im Alter: das Münsteraner Modell ; Entwicklung – Ergebnisse – Perspektiven. Kontaktstelle Studium im Alter, Münster 1990.